# 奥兰治海滩 (阿拉巴马州)
奥兰治海滩（英語：Orange Beach），是美国阿拉巴马州下属的一座城市。面积约为14.7平方英里（约合38.08平方公里）。根据2010年美国人口普查，该市有人口5,441人，人口密度为370.09/平方英里（约合142.88/平方公里）。